# Sundstrup
Sundstrup er en lille landsby beliggende i Midtjylland ved Hjarbæk Fjords udmunding i Louns Bredning i Limfjorden, og var oprindeligt et mindre fiskerleje. Sundstrup ligger på østsiden (Himmerland) og landsbyen Virksund på vestsiden (Fjends) af fjorden. Byen er desuden beliggende i Ulbjerg Sogn, Viborg Kommune. Sundstrup er forbundet med Virksund på den anden side af fjorden med Virksunddæmningen. Landsbyen har i senere år opnået øget popularitet, og blev således udnævnt til "årets lokalområde 2008" i Viborg Kommune. Særlige kendetegn for landsbyen er den smukke, omkringliggende natur, samt stærke traditioner for borgerengagement i form af frivilligt arbejde og sociale arrangementer. 
Der har boet mennesker i området siden Bronzealderen. Et vartegn for byen er således de såkaldte Marens Patter, der er to gravhøje på toppen af en bakke, som derved udgør hvad der kan minde om et par bryster. Navnet Maren kommer af et lokalt sagn, af hvilke der er mange. 
Ved byen er de grønne pigespejderes landslejr blevet afholdt siden 1992 på korpsets grund kaldet Spejderklinten. I Sundstrup ligger desuden en lille havn anvendt til muslingefiskeri. I sommerhalvåret er der øget aktivitet i landsbyen grundet de mange sommerhuse i området samt de gode muligheder for vandsportsaktiviteter, enten privat eller gennem etableret foreningsliv. I Virksund - på den anden side af fjorden - er der tillige en lystbådehavn, campingplads og en mindre kro.